# Yên Bái
Yên Bái è una città del Vietnam, capoluogo della provincia di Yen Bai.
Nella notte tra il 9 e il 10 febbraio 1930, vi si svolse la rivolta di Yên Bái, in cui soldati indigeni della guarnigione locale dell'Armée coloniale uccisero ufficiali francesi e si impossessarono delle armi. L'insurrezione, mal coordinata, non ebbe seguito nel resto del Paese e fu soffocata nel sangue.